# Bujurquina
Bujurquina là chi của họ Cá hoàng đế, đặc hữu ở Nam Mỹ. Chi này bao gồm 17 loài.

## Các loài
- Bujurquina apoparuana Kullander, 1986
- Bujurquina cordemadi Kullander, 1986
- Bujurquina eurhinus Kullander, 1986
- Bujurquina hophrys Kullander, 1986
- Bujurquina huallagae Kullander, 1986
- Bujurquina labiosa Kullander, 1986
- Bujurquina mariae Eigenmann, 1922
- Bujurquina megalospilus Kullander, 1986
- Bujurquina moriorum Kullander, 1986
- Bujurquina oenolaemus Kullander, 1987
- Bujurquina ortegai Kullander, 1986
- Bujurquina peregrinabunda Kullander, 1986
- Bujurquina robusta Kullander, 1986
- Bujurquina syspilus Cope, 1872)
- Bujurquina tambopatae Kullander, 1986
- Bujurquina vittata Heckel, 1840
- Bujurquina zamorensis Regan, 1905